# Z 9055 / Z 6004
La Z 9055 est une ancienne automotrice électrique prototype de la SNCF alimentée en courant alternatif à « fréquence industrielle », c’est-à-dire la fréquence standard 50 Hz délivrée notamment par EDF.
Issue de la transformation d'une automotrice Standard utilisée sur les lignes de banlieue au départ de la gare Saint-Lazare, elle sert de banc d'essai en ligne à de nombreux équipements électriques sur l'« Étoile de Savoie », dont le plus ancien tronçon est Aix-les-Bains - Annecy, entre 1951, date de sa transformation, et 1972, date de son retrait de service.

## Caractéristiques techniques

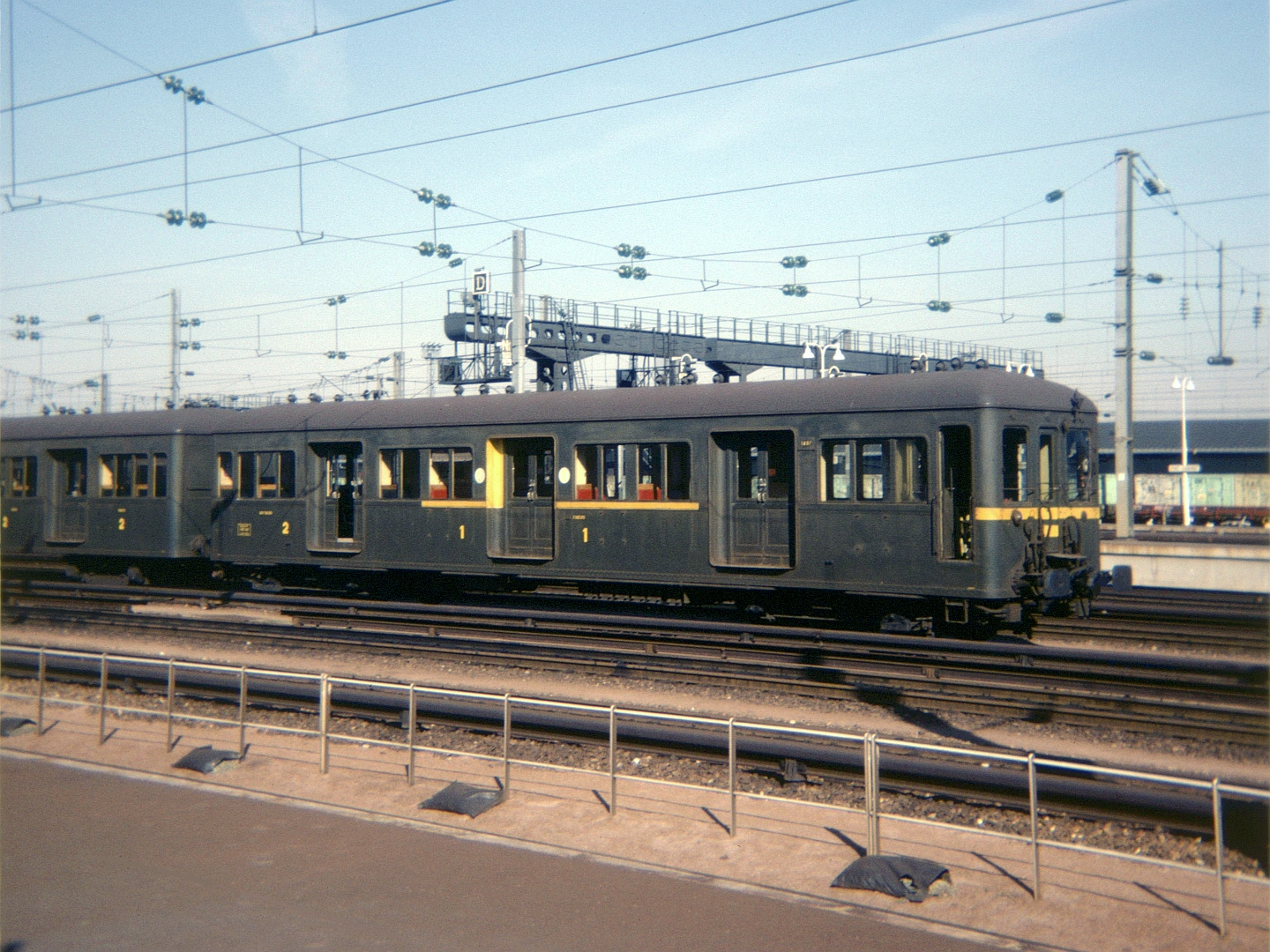
Automotrice « Standard ».

La Z 9055 résulte de la transformation de la Z 1320, ex-23084 État (famille des automotrices « Standard ») pour fonctionner sous courant alternatif monophasé 20 kV 50 Hz. Accompagnée de la remorque ZS 19055 (issue de la transformation de la ZS 11329), elle arrive en Savoie au début du mois d'octobre 1951.
L'équipement monophasé consiste en un transformateur abaisseur à rapport fixe alimenté par un pantographe installé en toiture et un redresseur à vapeur de mercure à tubes scellés ignitrons, fabriqué par Westinghouse, dont c'est la première application ferroviaire en France. L'équipement est installé dans le compartiment à bagages situé à l'arrière de la motrice.
En 1953, l'équipement Westinghouse est remplacé par des ignitrons produits par Schneider-Westinghouse, filiale française du groupe américain. En même temps, l'automotrice est modifiée pour circuler sous 25 kV, la tension sur les lignes de l'Étoile de Savoie étant relevée cette année-là. Les ignitrons font à leur tour place à des redresseurs secs au silicium en 1958 toujours produits par Schneider-Westinghouse. Finalement, en 1961, des thyristors sont installés sur l'automotrice. L'ensemble alimente l'équipement d'origine à 750 V (contacteurs, rhéostat et moteurs). Cette particularité fait de cette automotrice un engin bicourant 25 kV monophasé - 750 V continu, mais qui ne circulera jamais sous courant continu, même lors des essais.
À l'occasion de sa transformation pour le courant alternatif, la Z 9055 reçoit la même livrée que plusieurs autres prototypes de Savoie : caisse gris bleuté avec un bandeau blanc cassé sous les baies. En 1964, sa renumérotation en Z 6004 s'accompagne de modifications comme l'adoption de pantographes unijambistes.

## Carrière
L'automotrice fait partie de la troisième série des Standard, et porte d'origine le numéro 23084 de l'État. La SNCF la ré-immatricule Z 1320.
Ses essais à poste fixe commencent le 1er octobre 1951 aux ateliers d'Oullins où l'automotrice est garée depuis le mois de juillet précédent ; les premiers tests en ligne se déroulent le 6 octobre suivant entre Annecy et La Roche-sur-Foron alors que l'automotrice est affectée au dépôt d'Annemasse et porte désormais le numéro Z 9055.
L'automotrice, ré-immatriculée Z 6004 en 1964, est retirée du service commercial en 1972, radiée l'année suivante puis mise à la ferraille. Elle est considérée par les services de la traction de la SNCF comme la plus fiable des automotrice prototypes de Savoie, à l'origine de progrès significatifs dans les équipements électriques.
Ses aménagements intérieurs permettent d'accueillir 32 passagers dans la motrice (troisième classe d'origine puis seconde classe après 1956) tandis que la remorque comporte deux compartiments, l'un de 40 places (troisième puis seconde classe), l'autre de 28 places (deuxième puis première classe). 

## Modélisme
La Z 6004 a été reproduite à l'échelle HO par l'artisan ApocopA sous forme de transkit (caisse en résine à monter sur un châssis de son choix).